# Сарни (Уманський район)
Са́рни (кол. Охрімівка, Охрімове) — село в Україні, в Монастирищенській міській громаді Уманського району Черкаської області. Розташоване на обох берегах річки Одая (притока Конели) за 12 км на південний схід від міста Монастирище. Населення становить 620 осіб.

## Відомі люди
- Бергельсон Давид Рафаїлович (1884—1952) — радянський єврейський письменник.
- Борецький Микола (1879 — після 1935) — український духовний діяч, другий митрополит відродженої 1921 року Української Автокефальної Православної Церкви.
- Грицаюк Олександр Володимирович (1971—2019) — сержант Збройних сил України, учасник російсько-української війни.

## Галерея

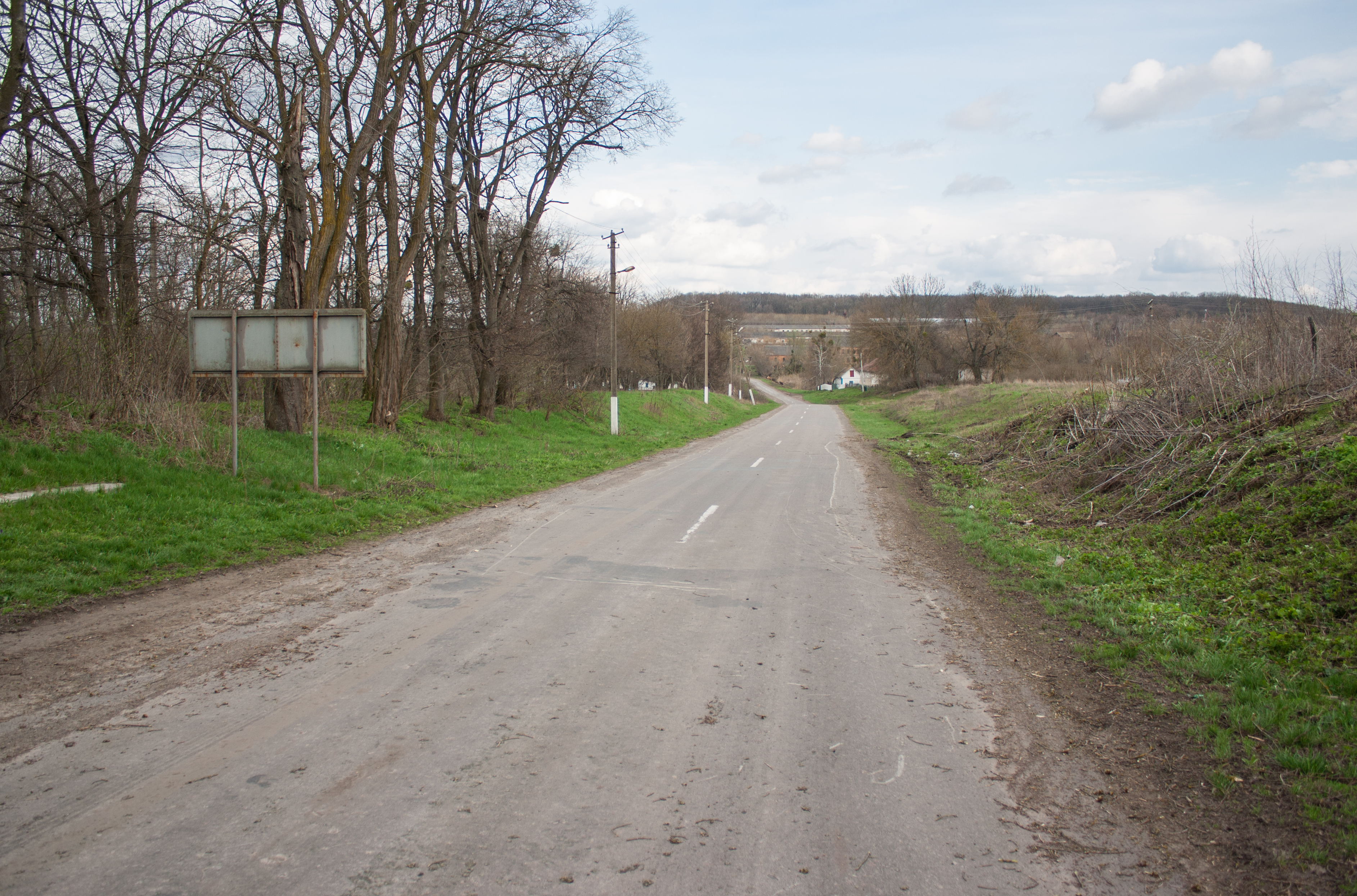
Вулиця Центральна
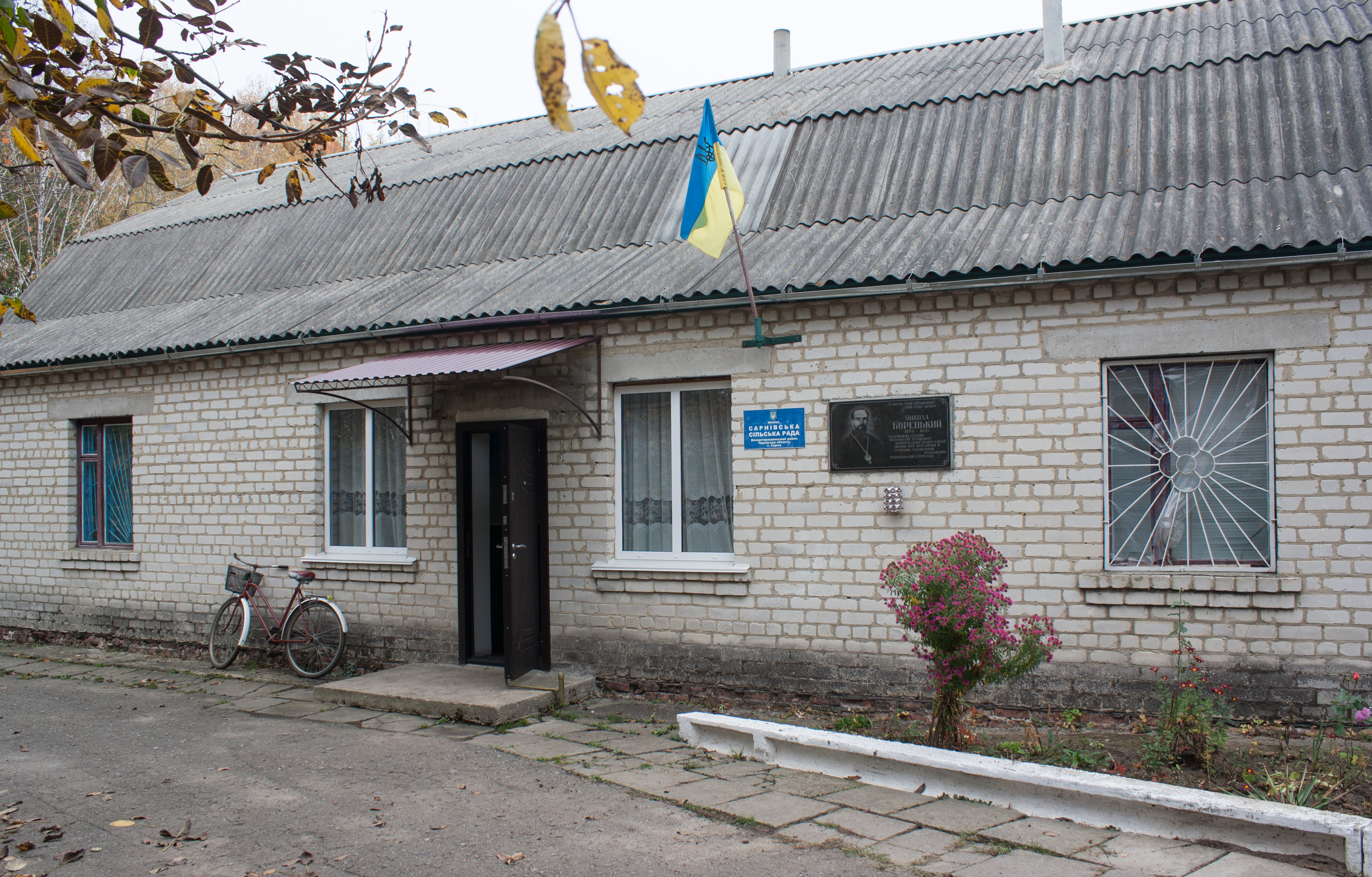
Сільська рада
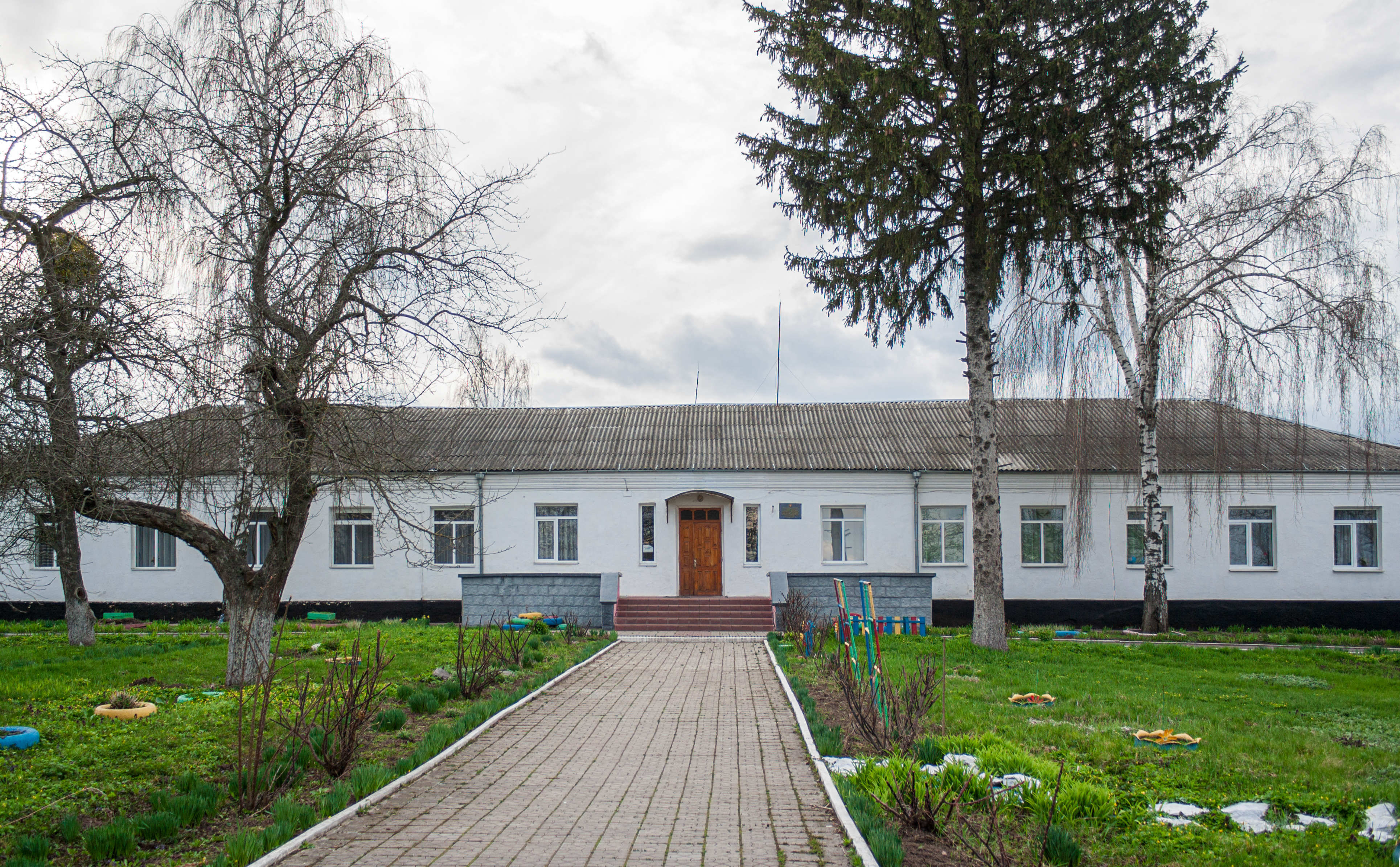
Школа
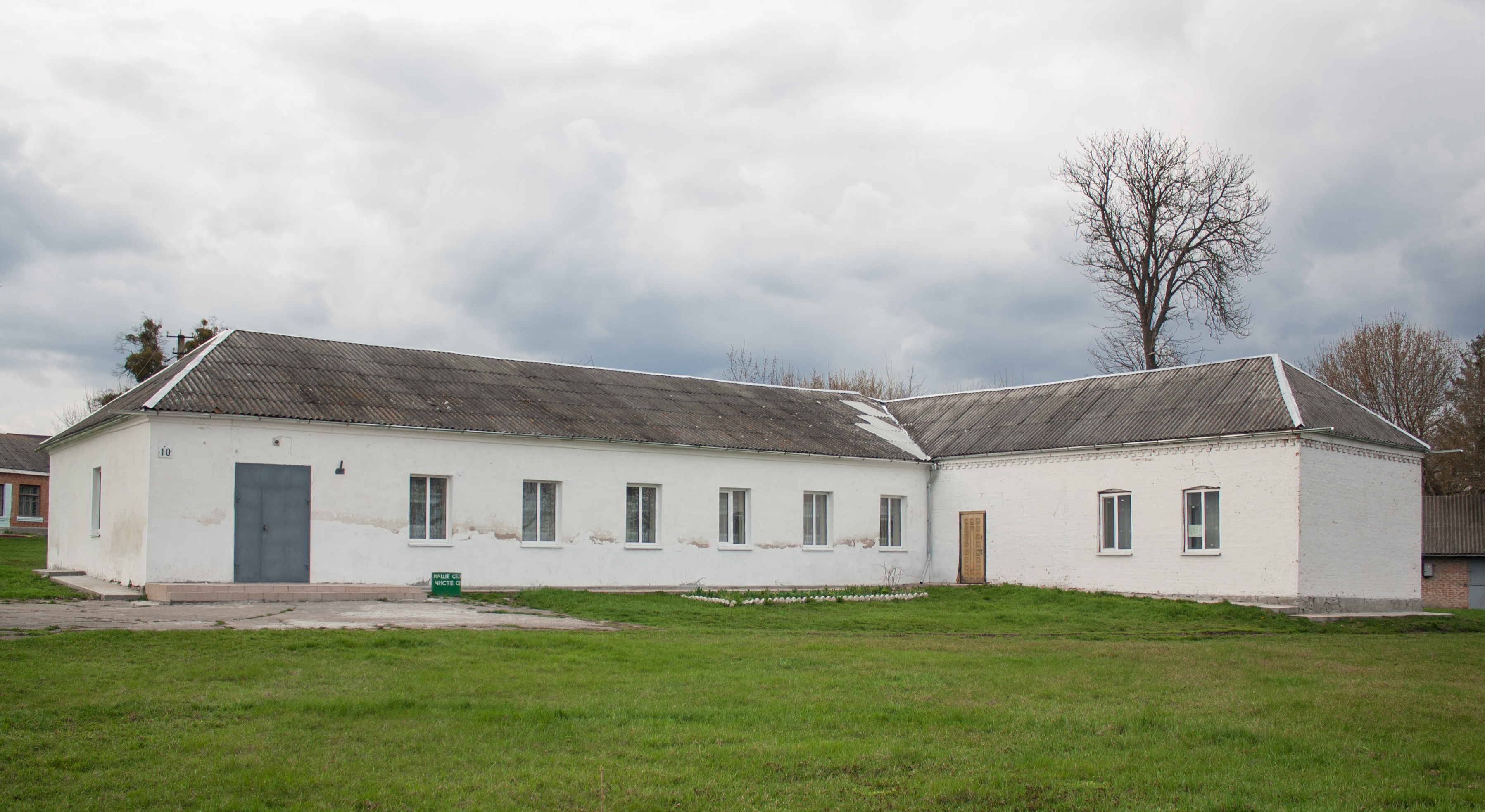
Клуб
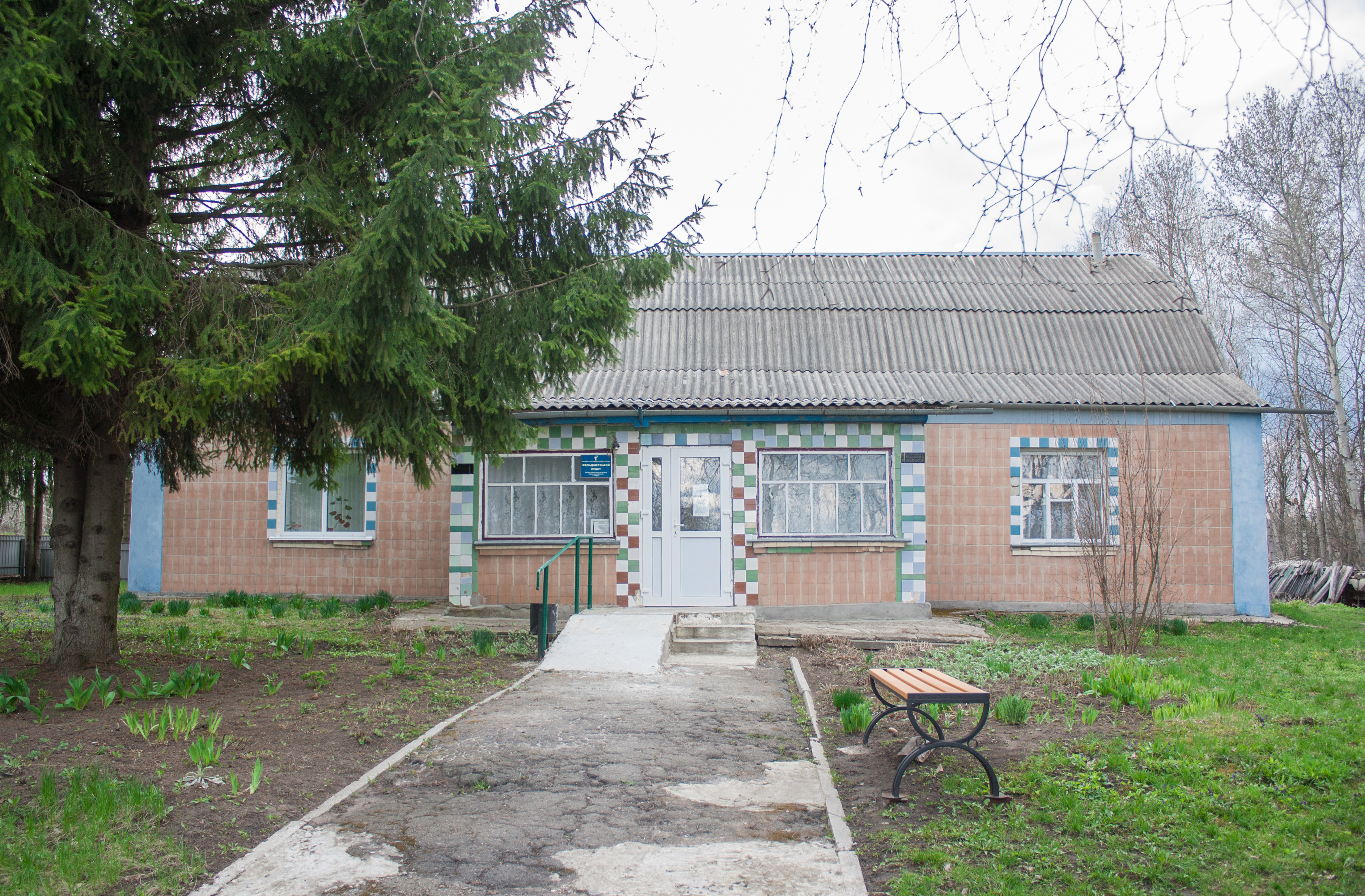
Фельдшерський пункт
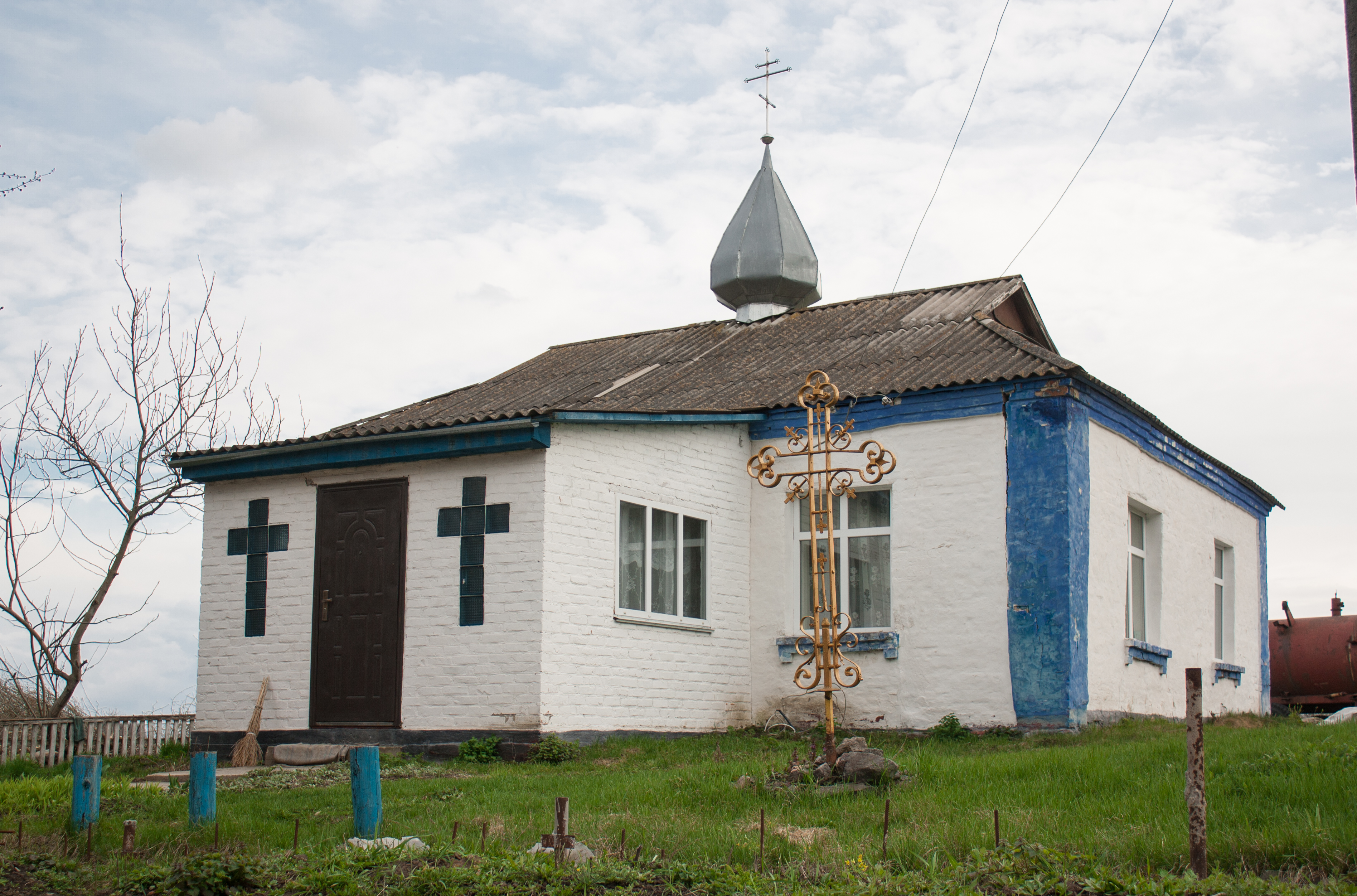
Церква
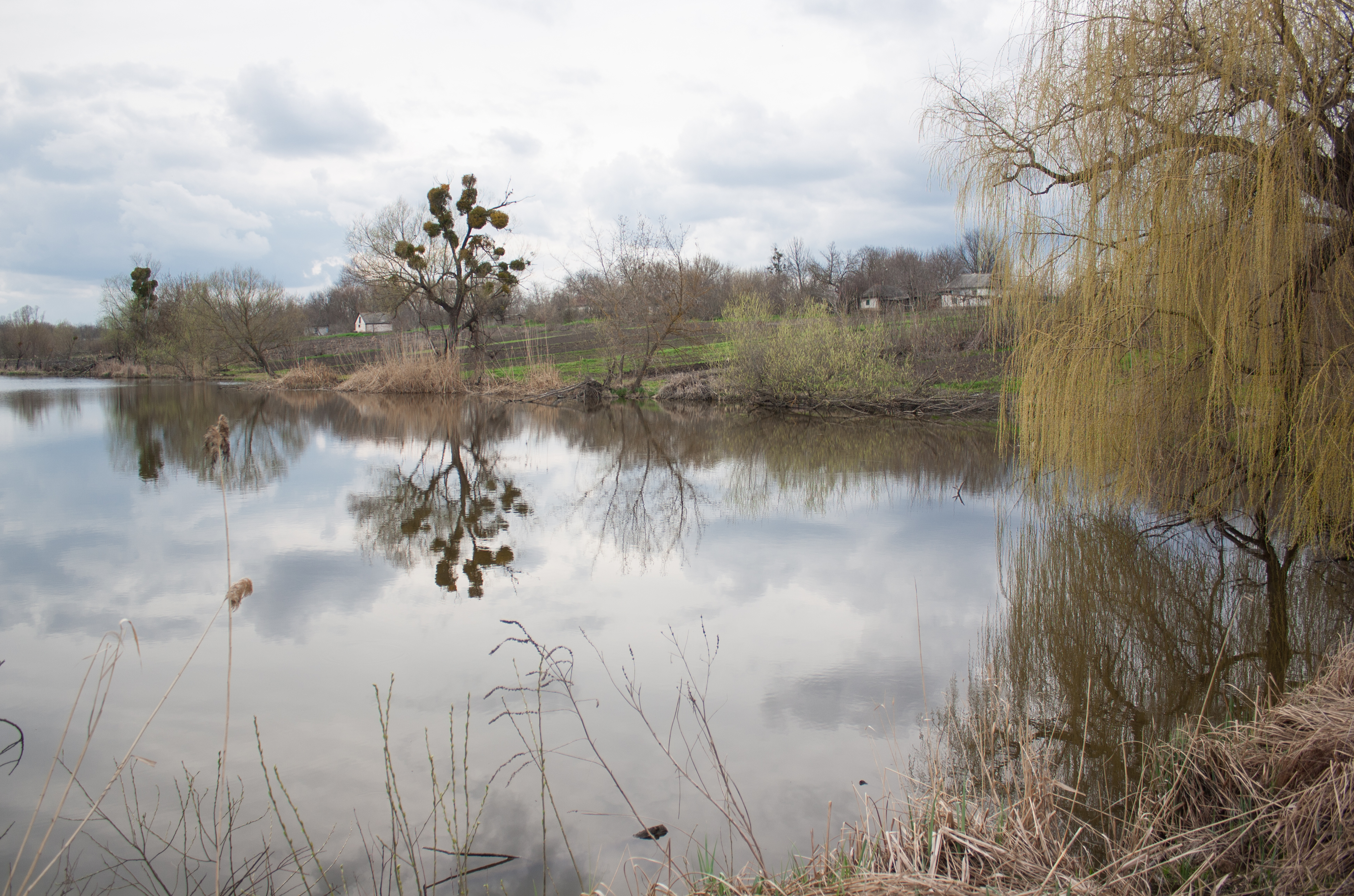
Ставок
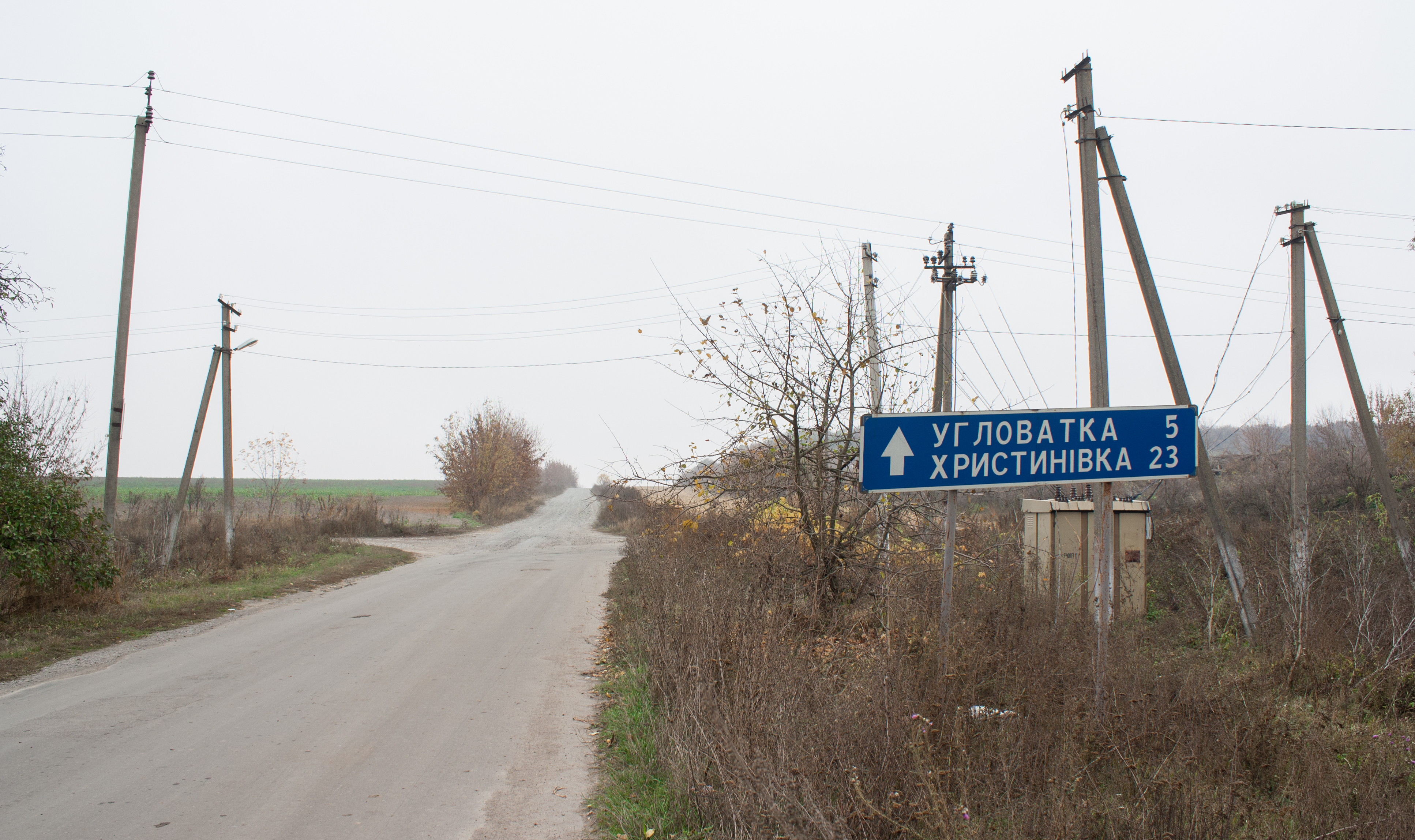
Околиця села
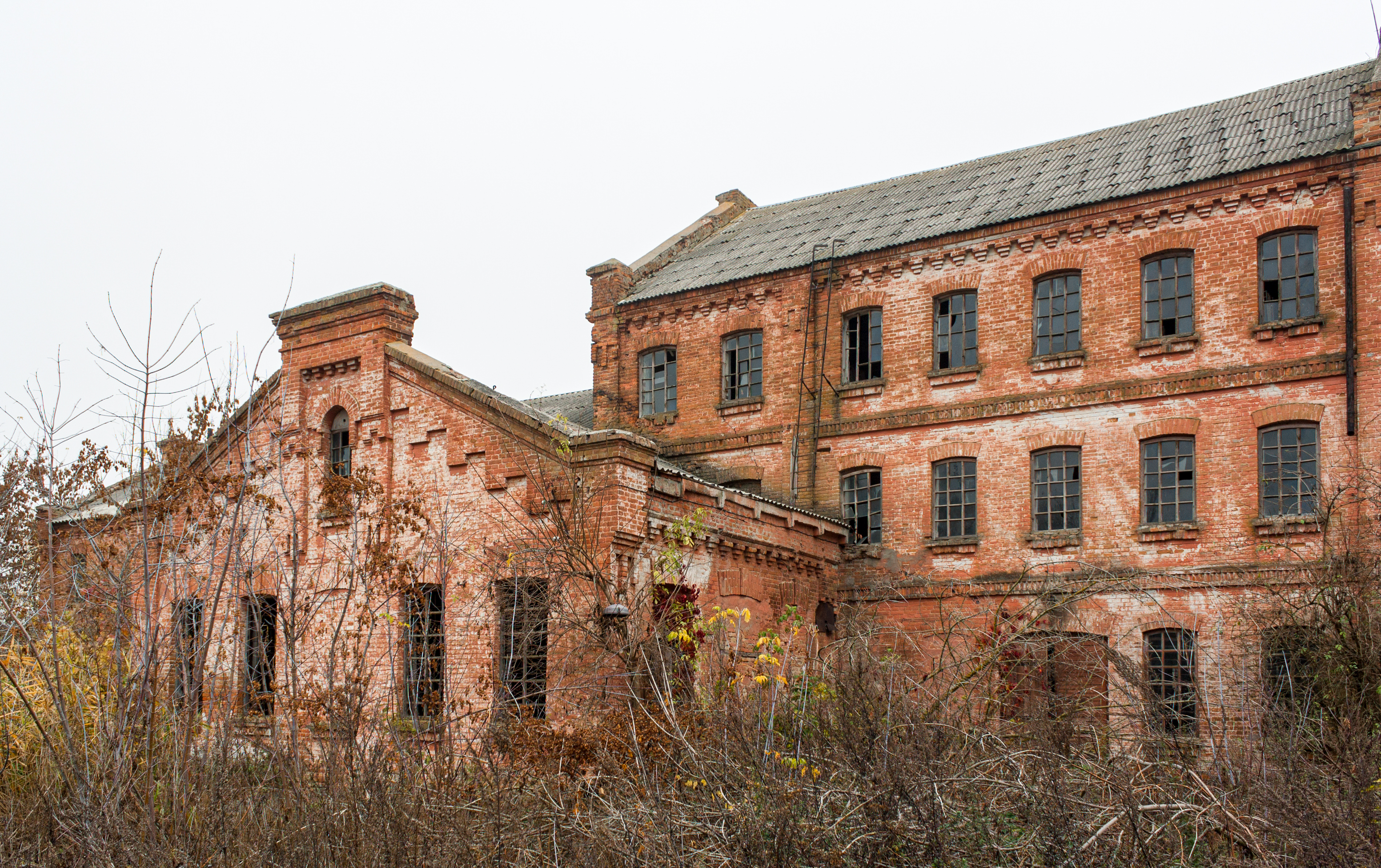
Одаєвський млин (1907 р.)
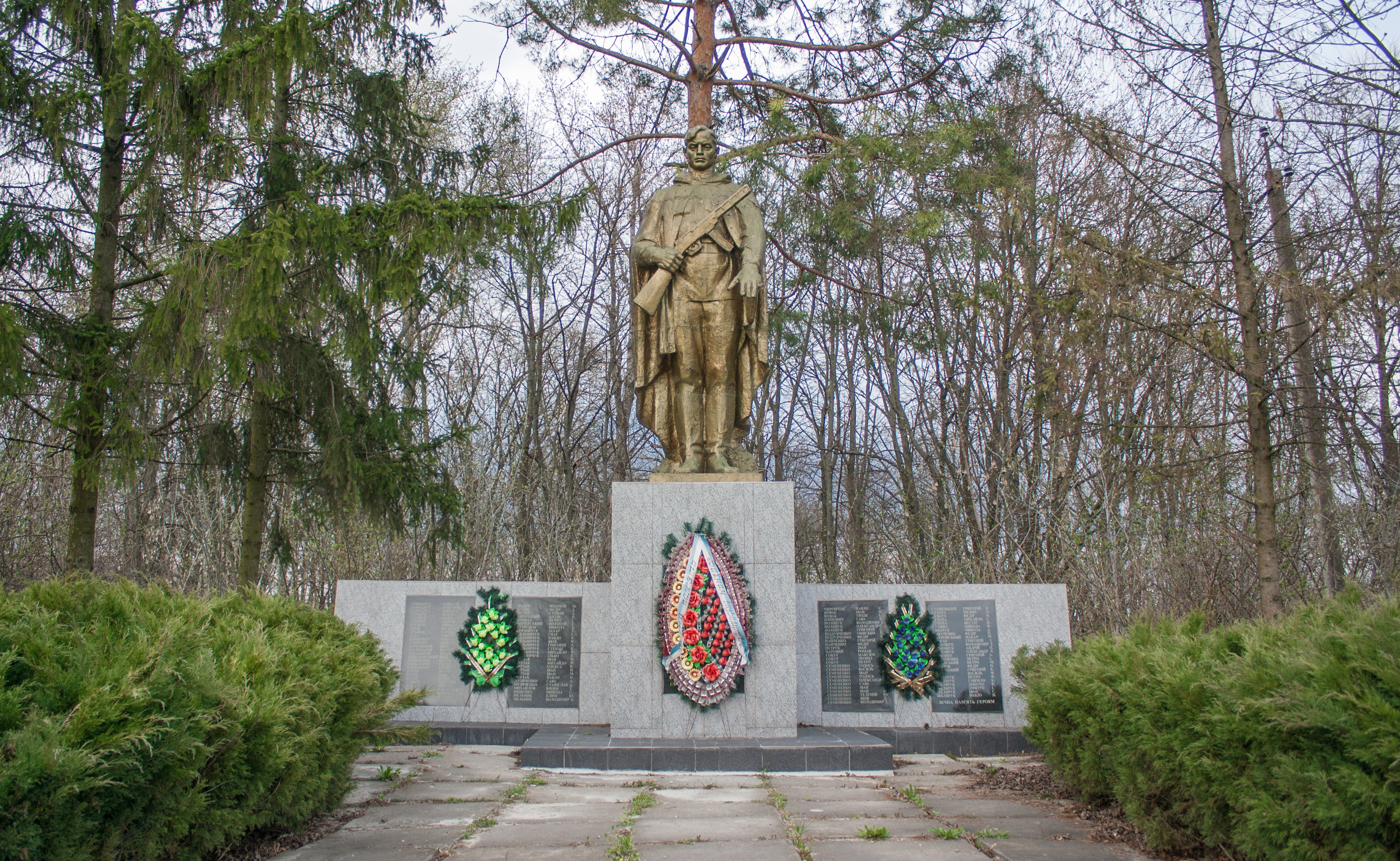
Пам'ятник воїнам-односельцям